# Werner Ekau
Werner Ekau ist ein deutscher Meeresbiologe und Director of the Operational Centre Germany of International Ocean Institute. Er leitet die AG Fischereibiologie am Leibniz-Zentrum für Marine Tropenökologie.
Ekau studierte Meeresbiologie an der CAU Kiel. Seine Forschungsschwerpunkte liegen in der Fischereibiologie, der Ökologie von Ichthyoplankton, dem Wachstum und Populationsdynamik und der Analyse von Fisch-Wanderbewegungen in Küstengebieten.

## Publikationen (Auswahl)
- Werner Ekau: Ökomorphologie nototheniider Fische aus dem Weddellmeer, Antarktis. Kamloth, Bremen 1988.
- J. Zhang, D. Gilbert, A. Gooday, L. Levin: Natural and human-induced hypoxia and consequences for coastal areas: synthesis and future development. Biogeosciences Bd. 7 2009, S. 1443–1467.
- W. Ekau, H. Auel, H.-O. Pörtner, D. Gilbert: Impacts of hypoxia on the structure and processes in the pelagic community (zooplankton, macro-invertebrates and fish). Biogeosciences Bd. 7 2010, S. 1669–1699.
- W. Ekau, H. Auel, H.-O. Pörtner, D. Gilbert: Impacts of hypoxia on the structure and processes in the pelagic community (zooplankton, macro-invertebrates and fish). Biogeosciences Discuss. Bd. 6, S. 5073–5144.
- H. Auel, W. Ekau: Distribution and respiration of the high-latitude pelagic amphipod Themisto gaudichaudi in the Benguela Current in relation to upwelling intensity. Progr. Oceanogr. 2009, Vol. 83, S. 237–241.
- L. A. Levin, W. Ekau, A. Gooday, F. Jorrisen: ffects of Natural and Human-Induced Hypoxia on Coastal Benthos. Biogeosciences Discuss. Bd. 6 2009, S. 2063–2098.